# Haliclona voeringii
Haliclona voeringii är en svampdjursart som beskrevs av William Lundbeck 1909. Haliclona voeringii ingår i släktet Haliclona och familjen Chalinidae. Inga underarter finns listade i Catalogue of Life.